# Psychotria alloantha
Psychotria alloantha är en måreväxtart som beskrevs av Julian Alfred Steyermark. Psychotria alloantha ingår i släktet Psychotria och familjen måreväxter. Inga underarter finns listade i Catalogue of Life.